# 土井中照
土井中 照（どいなか あきら、1954年12月28日 - ）は、日本の著作家、グラフィックデザイナー、プランナー。本名、田中 晃（たなか あきら）。

## 来歴
愛媛県今治市出身。同志社大学文学部中退。同県松山市のデザイン会社でデザイナー、プランナー、その後田窪工業所で宣伝課長を務める。2002年にフリーライターとして独立。四国にまつわる歴史と文化の豊富な知識を活かし、執筆のみならず商品開発、ウェブサイト作成、CD制作、講演、テレビ・ラジオ出演など活動は多岐にわたり、地元メディアから「愛媛の雑学王」とも呼ばれる。
1980年にパルコ出版主催の日本パロディ展でポスター「I LOVE TOKYO」が佳作、2003年に今治城築城・開町400年シンボルマーク公募で最優秀賞。
2014年に全国の個性的な焼き鳥店ガイド本「やきとり王国」（アトラス出版）が公益信託愛媛出版文化賞基金・愛媛新聞社主催の愛媛出版文化賞部門賞、2018年に俳聖・正岡子規の食生活にスポットを当てた「大食らい子規と明治」（同）が同賞奨励賞を受賞。
全国やきとり連絡協議会元事務局長で、食文化、特に焼き鳥文化の研究も続けている。

## 著書
- 『やきとり天国』 メイドインしまなみ事務局 1999年4月

- 『今治の謎』 メイドインしまなみ事務局 1999年6月

- 『再び今治の謎』 メイドインしまなみ事務局 2002年6月

- 『松山城の秘密』 アトラス出版 2002年8月

- 『松山地名町名の秘密』 アトラス出版 2002年12月

- 『風水都市松山の秘密』 アトラス出版 2003年2月

- 『今治城の謎』 メイドインしまなみ事務局 2003年11月

- 『えひめ名字の秘密』 アトラス出版 2004年6月

- 『愛媛たべものの秘密』 アトラス出版 2004年8月

- 『えひめ地名の秘密』 アトラス出版 2005年1月

- 『なるほど愛媛の県民性』 アトラス出版 2005年6月

- 『マンガで読み解く愛媛方言 愛媛ことば図鑑』 アトラス出版 2005年8月

- 『松山っ子検定その1 新松山郷土・文化検定』 アトラス出版 2006年1月

- 『五七五 伊予弁かるた』 テレビ愛媛 2006年1月

- 『そこが知りたい 子規の生涯』 アトラス出版 2006年10月

- 『愛媛の校歌』 アトラス出版 2007年9月

- 『まるかじり香川』 アトラス出版 2009年12月

- 『えひめの伝説 妖怪編』 アトラス出版 2010年7月

- 『のぼさんとマツヤマ』 アトラス出版 2011年8月

- 『やきとり王国』 アトラス出版 2013年3月

- 『愛媛『地理・地名・地図』の謎』 文芸之日本社 2014年10月

- 『松山〈新〉地名町名の秘密』 アトラス出版 2014年12月

- 『大食らい子規と明治』 アトラス出版 2017年3月

## 出演・掲載

### テレビ
- 『愛媛のイチバンを探せ』（コメンテーター） 南海放送 2006年
- 『まる生金曜日』（コメンテーター） テレビ愛媛 2006年～2008年
- 『伊予路てくてく』（レポーター） NHK 2008～2009年
- 『ZIP!』 日本テレビ 2012年10月24日[14]
- 『さまぁ〜ずの神ギ問』 フジテレビ 2017年4月30日[15]

- 『日本人のおなまえっ！ 』（電話出演） NHK 2019年2月20日

- 『王様のブランチ 』（電話出演） TBS 2017年9月9日[16]

- 『関口宏のニッポン風土記』 BS-TBS 2018年2月24日・3月3日[17]
- 『知る食うロード』BSジャパン 2017年6月3日[18]
- 『キャスト』 朝日放送 2019年9月23日[19]

### ラジオ
- 『AMサイズ。』（メインMC） 南海放送 2009年～2014年
- 『土井中照の雑学ウエイ』（メインMC） 南海放送 2014年～2016年
- 『Honda Smile Mission』 エフエム東京 2015年5月20日[20]

### 新聞
- 『四季録』（朝刊週間連載） 愛媛新聞 2013年9月〜2014年2月
- 『子規の食べっぷり 一冊に』 愛媛新聞 2017年6月5日

### 雑誌
- 『dancyu』 プレジデント社 2019年1月号[21]
- 『松山百点』（重箱の隅々） エス・ピー・シー 2020年11月〜[22]

### 単行本
- 『新松山紀行』（寄稿「松山城天守は、なぜ残ったのか」） アトラス出版 2012年5月
- 『大洲城下物語』（寄稿「近世の大洲・大洲藩と歴代藩主」「いろは丸と大洲藩」） エス・ピー・シー 2019年3月